# Tobadill
Tobadill is een gemeente in het district Landeck in de Oostenrijkse deelstaat Tirol.
Tobadill ligt op een smal bergterras 200 meter boven Pians, tussen Perfuchsberg en de ingang naar het Paznauntal. De gemeente kent een verspreide bebouwing met een duidelijke kern rondom de kerk met daaromheen vele vrijstaande boerderijen en buurtschappen. Tobadill is een toeristengemeente en biedt vele vrijetijdsmogelijkheden.
Het dorp Tobadill werd voor het eerst officieel vermeld in 1275. De naam is afgeleid van tabulat ill, dat kleine hooischuur betekent. In 1949 werd Tobadill een zelfstandige gemeente door afscheiding van de gemeente Pians.